# Rahonavis
Rahonavis (Namnet betyder ungefär "Hotande fågel"), släkte med små fågelliknande dinosaurier som levde på Nordvästra Madagaskar. Släktet med typart fick namnet Rahonavis ostromi, efter det malagassiska språkets Rahona, som betyder "Moln" eller "Hotande", och Latinets Avis, som betyder "fågel". Artnamnet Ostromi är en hyllning till John Ostrom, som var delaktig i upptäckten av Rahonavis släkting Deinonychus, och påbörjade den moderna bilden att fåglar utvecklades ur dinosaurier. Rahonavis tros ha levt för omkring 70 milj. år sedan under Maastricht-skedet.

## OmRahonavis
Fossilen av Rahonavis är inte så kompletta. Man har påträffat det mesta av bäckenet, ett ben, delar av en vinge, skulderblad, en stor del av svansen, och några ryggkotor. Den var dock med stor sannolikhet mycket lik andra Dromaeosaurider, med smidig kropp och lång svans, och långa framben som slutade i händer med tre långa, kloförsedda fingrar. Den andra tån på foten var uppfällbar, och utrustad med en stor, krökt klo, som kan ha använts som vapen, eller hjälpmedel vid trädklättring. Man har också hittat små "knoppar"  på armbågsbenet (Ulna), vilket visar att det fäste fjädrar. Det har diskuterats bland forskare om huruvida Rahonavis faktiskt kunde flyga Detta har tidigare ifrågasatts av Martin, som föreslagit att Rahonavis skulle kunna vara en chimaira, sammansatt av skelettet från en Dromaeosaurid och vingarna från en primitiv fågel. Denna ide är dock ifrågasatt i nuläget.

## Taxonomi
Rahonavis har klassificerats olika av forskare. Några har klassificerat den som en primitiv fågel, nära besläktad med Archaeopteryx (Feduccia 1996, Hou 1999). Numera klassificeras den dock vanligtvis som en medlem av Unenlagiinae, en underfamilj med Dromaeosaurider som annars är kända från Sydamerika.

## Källhänvisningar
1. ↑  C. Zimmer, "A Sickle in the Clouds", Discover Magazine (Juni 1998).
2. ↑  Withers P.J, Raymont D.R et.al, "Biomechanics of Dromaeosaurid Dinosaur Claws: Application of X-Ray Microtomograohy, Nanoindentation, and Finite Element Analysis", The Anatomical Record: Advances in Integrative Anatomy and Evolutionary Biology 292 (2009), sid. 1397-1405.
3. ↑  Dessa knoppar kallas på engelska "Quill knobs". Något motsvarande svenskt ord verkar inte finnas.
4. ↑  Chiappe, L.M.. Glorified Dinosaurs: The Origin and Early Evolution of Birds. Sydney: UNSW Press.
5. ↑  mv.helsinki.fi: "Aves - basal birds".